# Sharon (hrabstwo Walworth)
Sharon – miasto w Stanach Zjednoczonych, w stanie Wisconsin, w hrabstwie Walworth.